# Gaude (1919)
Gaude var en fransk ångare och ett lastfartyg som förliste i oktober 1919 utanför Kastbådans östra sida, väster om Vikstens fyr i Nynäshamns skärgård. Fartyget som ligger på 15-23 meters djup var lastat med vapen och bajonetter. Lasten bärgades kring åren 1919–1920 och Gaude blev delvis skrotad. Troligen kan fortfarande en del av lasten finnas kvar. När bärgningsarbetet utfördes vid Gaude blev bärgningsbåtens kapten anropad av en fiskare Nordström, som fastnat med sitt skötankare i något på norra sidan av Viksten. Gaudes kapten hjälpte därefter till med att dyka och bärga fiskarens ankare och då upptäckte han att det satt fast i ett helt annat vrak, därmed hittades det gamla örlogsskeppet Riksnyckeln som förliste 1628.